# Samobor (priimek)
Samobor je priimek več znanih Slovencev:
- Ana Samobor, ustavna pravnica
- Barbara Hieng Samobor (*1961), gledališčnica, režiserka
- Filip Samobor (*1991), igralec
- Igor Samobor (*1957), igralec
- Katarina Samobor (*2001/2), pevka